# 公的年金
公的年金（こうてきねんきん、英: Public Pensions）とは、社会保障の観点から民に財政援助や税制優遇措置を与える国家の公的扶助制度。
外国の公的年金は運用について、積み立て方式であっても利息などによる増加を見越して十分な額を給付しようという試みもある。

## 積立方式と賦課方式
日本の公的年金制度は戦後積立方式でスタートしたが、賦課方式に事実上移行した。
積立方式（つみたてほうしき）とは若い現役時代に払った金を積み立て、老後にそのお金を受け取る仕組みである。賦課方式とは、働く現役の人が払った金を現在の高齢者に支給する仕組みである。賦課方式によって「世代間扶養」が実現できる。
アメリカ合衆国でも「ニューディール政策」以前には公的年金制度はなく、家族単位で働き盛りの現役世代が老いた両親と子供を養い、それが世代ごと受け継がれてきた。日本で賦課方式年金制度の基礎が確立したのは、高度経済成長で大家族より核家族が多くなった20世紀半ばである。
現在の賦課方式の年金制度は、個々の家族に代わって社会全体で高齢者の扶養をする仕組みである。年金制度は「年金保険」、納付する金は「年金保険料」とも呼ばれる。積立方式では本人の積立金が枯渇すれば原則支給停止となるのに対し、賦課方式では本人が現役時代に納付した総額に関係なく、本人が生存する限り一定額の支給が継続する。逆に、本人が受給開始前、或いは受給中に死亡したらそこで本人への支給が終わるだけとなる。
両者を比較した場合、賦課方式の利点の一つにインフレ時の問題がある。激しいインフレが継続した場合、積立方式では積立金を予定よりも早く使い果たしてしまうが、賦課方式の場合現役の保険納付者の世代の納付額はインフレ分引き上げられ、給付者の給付額もインフレ分が引き上げられて、インフレリスクに対抗ができる（物価スライド）。他方で、少子高齢化の進展で世代間の人口に大きな違いが生じると、現役世代の保険料負担が過重になるというデメリットがある事も否めない。
現行法では、所定の要件に該当する者は全員が公的年金に強制加入とされ保険料を納付。将来の保険事故（現行法では老齢・障害・死亡の3つを規定している）が発生した際に年金又は一時金の給付を受けるという「社会保険方式」による国民皆年金を採用している。
給付は、現在の受給者の年金給付に必要な費用を、その期間の現役世代が納める保険料と国庫負担（税金）で賄う賦課方式を採用している。もっとも、一定期間以上の間保険料を納めなければ年金を受給できず、さらに老齢年金は保険料を納付した期間に応じて年金受給額が増減するから、積立方式の側面もある。

### 公的年金の種類
公的年金は各制度の中に給付要件別に老齢年金、障害年金、遺族年金の3種類がある。
公的年金の老齢年金の種類
- 国民年金
- 厚生年金保険（「厚生年金」と略して呼ばれることが多い）

過去に共済組合が行っていた共済年金は、2015年10月に厚生年金に統合された。
- 国家公務員共済組合
- 地方公務員等共済組合
- 私立学校教職員共済制度

厚生労働省の調査では、公的年金の支給総額（年金総額）が2009年度に50兆円に達し、名目国内総生産（GDP）に対する割合が1割を超えた。
年金の受給者数が3703万人と前年度比で3.1%増え、加入者数は0.9%減の6874万人に減った。
拠出された金は積み立てられ、年金積立金管理運用独立行政法人が運用している。
2018年末時点の運用資産の総額は約151兆円である。

### 年金の階層
日本の公的年金は2階建て方式と言われ、1階部分の基礎年金（国民年金が該当する）と2階部分の厚生年金から成る。さらに私的年金や企業年金が、3階部分と言われる。
国民年金のみに加入する者（自営業、無職など）は1階の国民年金に加えて、2階部分に相当する国民年金基金などの私的年金に任意加入し、年金受給額を増やすことができる。所定の要件を満たす厚生年金保険加入者は同時に国民年金加入者となる。
老齢基礎年金受給に必要な加入期間の「10年」は、原則として国民年金に加入して保険料を納めた期間が10年となることが必要である。
| 3階部分 |                                        | 各種の企業年金（企業の選択、私的年金） |
| 2階部分 | 国民年金基金（個人の選択、私的年金）   | 厚生年金（義務、公的年金）             |
| 1階部分 | 国民年金（基礎年金）（義務、公的年金） | 国民年金（基礎年金）（義務、公的年金） |